# ウランバートル自然史博物館

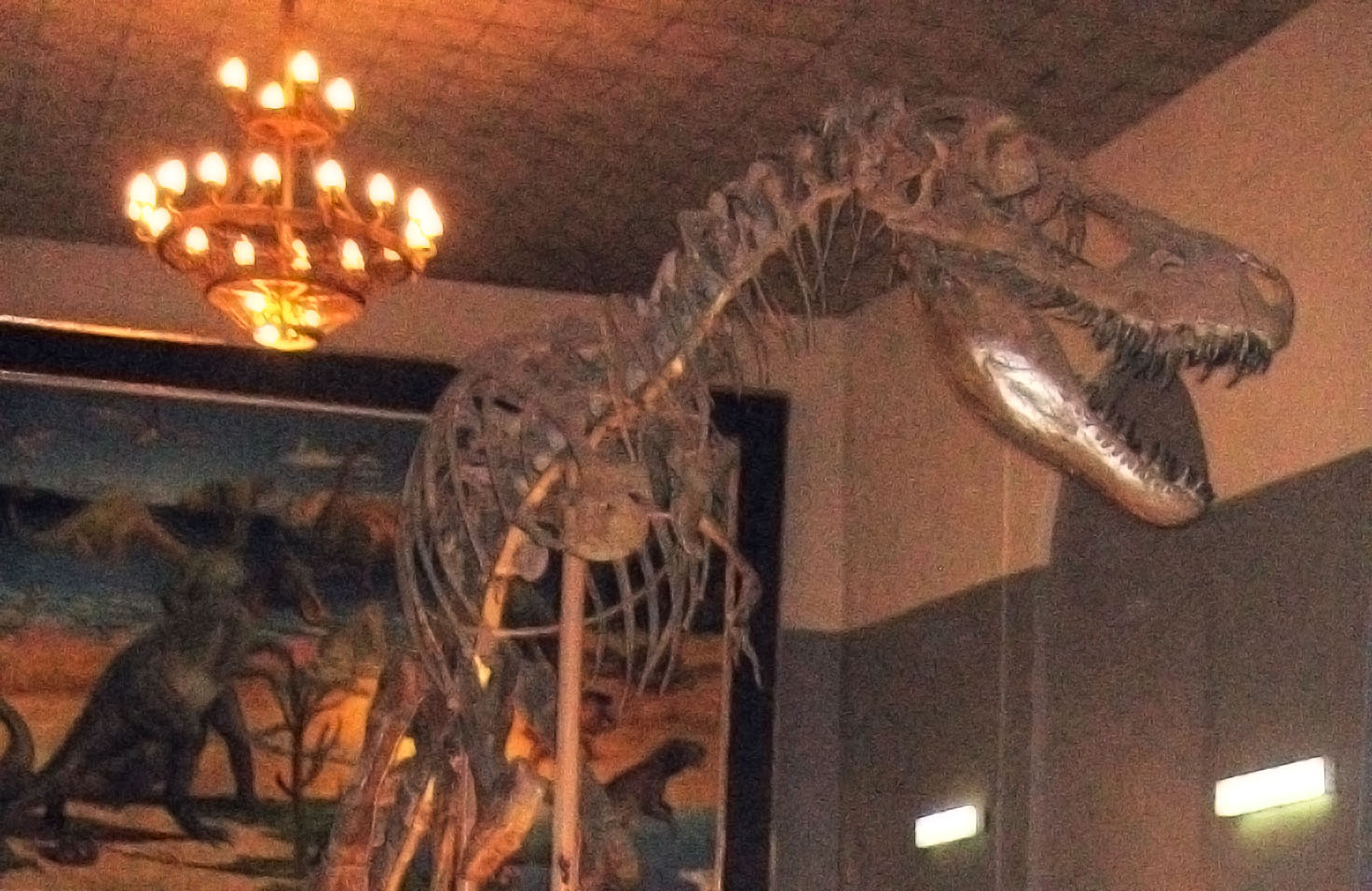
タルボサウルスの骨格標本

自然史博物館（Museum of Natural History、モンゴル語: Байгалийн Түүхийн Музей）はモンゴルのウランバートルに位置する博物館。
1924年開館。タルボサウルスの骨格標本をはじめとするモンゴル国内の動植物標本や、鉱物資源などが収められている。